# Baby on Baby
| Оценки критиков | Оценки критиков |
| Источник        | Оценка          |
| --------------- | --------------- |
| AllMusic        | [ 1 ]           |
| HipHopDX        | 3.8/5           |
| Pitchfork       | 7.7/10          |

Baby on Baby — дебютный студийный альбом американского рэпера DaBaby, выпущенный 1 марта 2019 на лейблах South Coast Music Group и Interscope Records. Он включает в себя гостевые участия от рэперов Offset, Рич Хоуми Куан, Rich the Kid и Stunna 4 Vegas.

## Релиз и продвижение
3 апреля 2019 был выпущен видеоклип на песню «Baby Sitter». Видеоклип на «Pony» был выпущен 20 мая 2019. Песни «Walker Texas Ranger» и альтернативная версия песни «Best Friend» были в его предыдущем микстейпе, Blank Blank.

## Синглы
23 апреля 2019, сингл «Suge» был выпущен на Rhythmic contemporary radio как ведущий сингл альбома. Видеоклип на «Suge» был выпущен 4 марта 2019. Песня достигла 7 позиции в американском чарте Billboard Hot 100 и 5 позиции в чарте Hot R&B/Hip-Hop Songs.
13 августа 2019, сингл «Baby Sitter» при участии Offset был выпущен на rhythmic contemporary radio как второй сингл с альбома.

## Успех
Альбом дебютировал под 25 номером в американском чарте Billboard 200 с продажами в 473,000 единиц, эквивалентных альбома.

## Список композиций
| №                   | Название                                  | Автор(ы)                                                   | Продюсеры                           | Длительность |
| ------------------- | ----------------------------------------- | ---------------------------------------------------------- | ----------------------------------- | ------------ |
| 1.                  | «Taking It Out»                           | Джонатан Кирк Энтони Мосли                                 | Sean Da Firzt                       | 1:58         |
| 2.                  | «Suge»                                    | Kirk Тадж Морган Дэррил Клемонс                            | JetsonMade Pooh Beatz               | 2:43         |
| 3.                  | «Goin Baby»                               | Джонатан Кирк Тадж Морган Гэвин Валенсия Эз Угбор-младший  | JetsonMade OJ Finessey Eddie Priest | 2:21         |
| 4.                  | «Pony»                                    | Джонатан Кирк Кедрик Каннади Кевин Гомрингер Тим Гомрингер | Pyrex Cubeatz                       | 3:24         |
| 5.                  | «Deal Wit It»                             | Джонатан Кирк Джамари Мэсси Джейсон Эрнандес               | MariiBeatz FortyOneSix              | 1:08         |
| 6.                  | «Baby Sitter» (при участии Offset)        | Kirk Киари Сифус Джамари Мэсси Кевин Прайс                 | Go Grizzly MariiBeatz               | 2:37         |
| 7.                  | «Celebrate» (при участии Rich Homie Quan) | Джонатан Кирк Декантес Ламар Милан Моди Джеймс Мэддокс     | Yung Lan Maddocks                   | 3:12         |
| 8.                  | «Joggers» (при участии Stunna 4 Vegas)    | Джонатан Кирк Халик Колдуэлл Энтони Мосли                  | Sean Da Firzt                       | 2:13         |
| 9.                  | «Carpet Burn»                             | Джонатан Кирк Тадж Морган Халиль Гриффин Николас Мира      | JetsonMade 1st Class Ник Мира       | 1:42         |
| 10.                 | «Best Friend» (при участии Rich the Kid)  | Джонатан Кирк Димитри Роджер Росс Портаро-четвёртый        | SethInTheKitchen                    | 3:06         |
| 11.                 | «Tupac»                                   | Джонатан Кирк Тадж Морган Милан Моди                       | JetsonMade Yung Lan                 | 1:54         |
| 12.                 | «Backend»                                 | Джонатан Кирк Тадж Морган                                  | JetsonMade                          | 2:46         |
| 13.                 | «Walker Texas Ranger»                     | Джонатан Кирк Антуан Фокс                                  | Producer 20                         | 2:30         |
| Общая длительность: | Общая длительность:                       | Общая длительность:                                        | Общая длительность:                 | 31:36        |

### Комментарии
- «Best Friend» интерполирует песню XXXTentacion «Sad!»[14]
- «Best Friend» является ремиксом на одноимённую сольную версию с микстейпа Blank Blank

## Чарты
| Чарт (2019)                            | Высшая позиция |
| -------------------------------------- | -------------- |
| Канада (Canadian Albums Chart)         | 27             |
| Латвия (LAIPA)                         | 30             |
| США (Billboard 200)                    | 7              |
| США (Billboard Top R&B/Hip-Hop Albums) | 3              |

| Чарт (2019)                            | Позиция |
| -------------------------------------- | ------- |
| (Billboard 200)                        | 28      |
| США (Billboard Top R&B/Hip-Hop Albums) | 16      |

| Чарт (2010—2019)    | Позиция |
| ------------------- | ------- |
| США (Billboard 200) | 172     |

## Сертификации
| Регион | Сертификация | Продажи |
| --- | ------------ | ------- |
| США (RIAA) | Золотой      | 500 000 |
| * Данные о продажах приведены только на основе сертификации. · ^ Данные о тиражах приведены только на основе сертификации. · Данные о продажах + прослушиваниях приведены только на основе сертификации. |              |         |